# کردامیر (شهریار)
کردامیر، روستایی از توابع بخش مرکزی شهرستان شهریار در استان تهران ایران است.

## جمعیت
این روستا در دهستان جوقین قرار دارد و براساس سرشماری مرکز آمار ایران سرشماری عمومی نفوس و مسکن (۱۳۹۰)، جمعیت آن ۱٬۸۹۸ نفر (۵۳۲ خانوار) بوده‌است.